# Gabriel Francisco de Andrade Junqueira
Gabriel Francisco de Andrade Junqueira (1810 - Carrancas, 13 de maio de 1833), filho do deputado Gabriel Francisco Junqueira, foi assassinado pelos escravos Ventura Mina, Julião e Domingos durante a Revolta de Carrancas. Seu pai se encontrava no Rio de Janeiro e Gabriel Francisco de Andrade Junqueira conduzia os negócios da fazenda Campo Alegre, localizada às margens do Rio Verde, em São Tomé das Letras, distrito de Encruzilhada.
Gabriel Francisco de Andrade Junqueira foi surpreendido pelos escravos Ventura Mina, Julião e Domingos, que deram-lhe várias porretadas na cabeça, levando-o à morte.

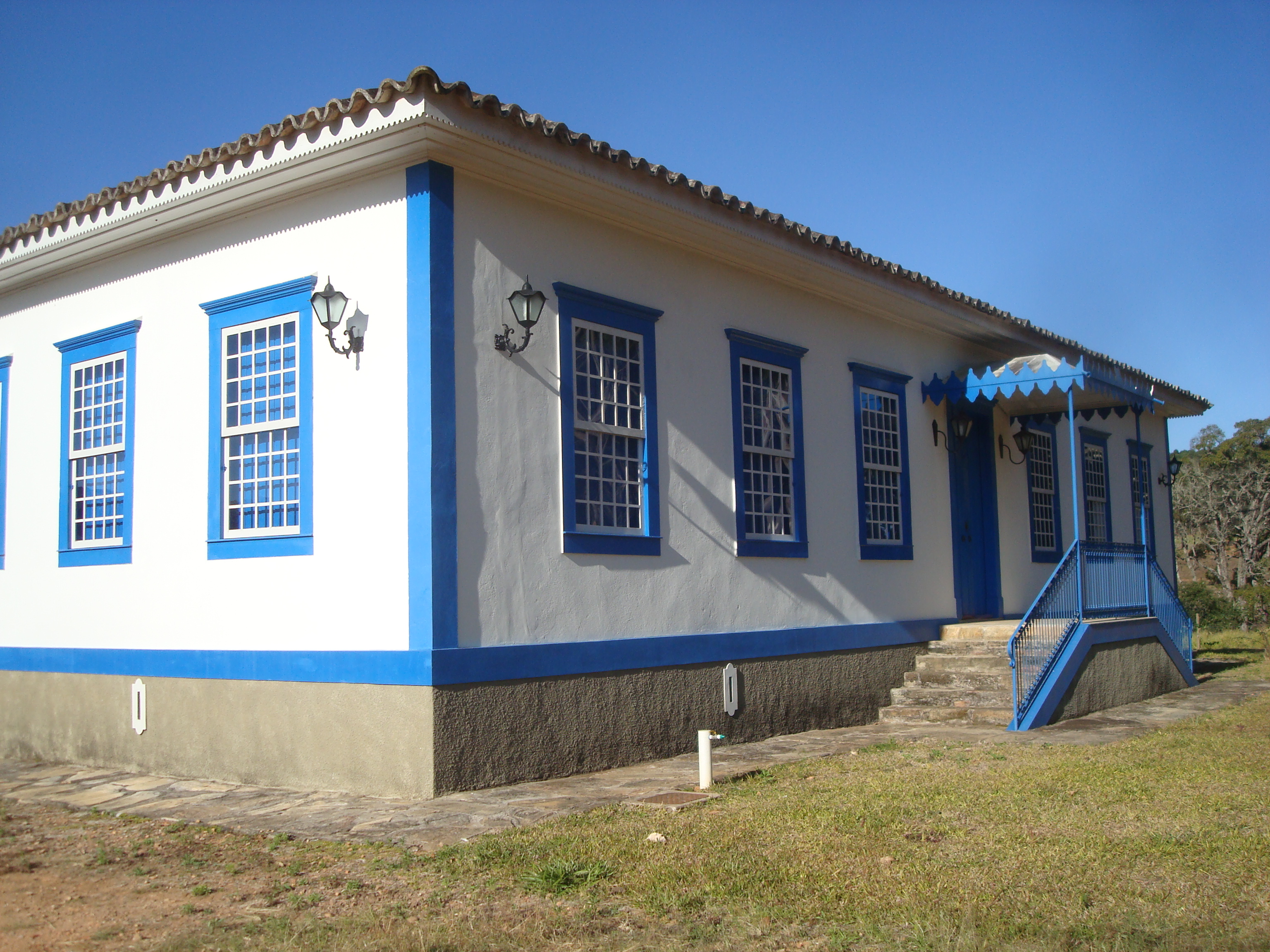
Sede da fazenda Bella Cruz

Os escravos seguiram em direção à sede da fazenda Campo Alegre, liderados por Ventura Mina, mas perceberam que a casa estava guarnecida por capitães do mato. Seguiram em direção à fazenda Bella Cruz, em Cruzília, que ficava uma légua de distância da fazenda Campo Alegre, onde assassinaram familiares do deputado Gabriel Francisco Junqueira.
Alguns escravos foram condenados como cabeças de insurreição, de acordo com o artigo 113 do Código Criminal de 1830, outros por homicídio qualificado, de acordo com o artigo 192 do mesmo código.